# Snezhinsk
Snezhinsk é uma cidade fechada no Oblast de Tcheliabinsk, na Rússia. População: 48.810 (Censo de 2010); 50.451 (Censo de 2002).

## História
O assentamento começou em 1955 como Assentamento Residencial número 2, nome que teve até 1957, quando recebeu o status de cidade. Foi sucessivamente conhecida como Kasli-2 (1957–1959), Chelyabinsk-50 (1959–1966) e Chelyabinsk-70 (1966–1993), em homenagem à cidade relativamente próxima de Chelyabinsk. Durante a era soviética, Snezhinsk era uma cidade fechada: não aparecia em mapas e sobrevoos civis eram proibidos de entrar.

## Ciência
Snezhinsk é um dos dois centros do programa nuclear russo (o outro é Sarov) e é construído em torno de um instituto de pesquisa científica — o "Instituto Russo de Pesquisa Científica de Física Técnica".

## Relações internacionais
Snezhinsk é uma cidade-irmã de Livermore, Califórnia, Estados Unidos.